# Synagoga Hietzing w Wiedniu
Synagoga Hietzing w Wiedniu (niem. Synagoge Hietzing in Wien), zwana synagogą Nowego Świata (niem. Neue-Welt-Synagoge) – nieistniejąca synagoga, która znajdowała się w Wiedniu, stolicy Austrii, przy Eitelberggasse 22.
Synagoga została zbudowana w latach 1924–1926, według projektu architekta Arthura Gruenbergera. Służyła żydowskiej społeczności zamieszkującej dzielnicę Hietzing. Podczas nocy kryształowej z 9 na 10 listopada 1938 roku, bojówki hitlerowskie spaliły synagogę. Obecnie na jej miejscu znajduje się upamiętniający ją pomnik.